# Konzumerismus

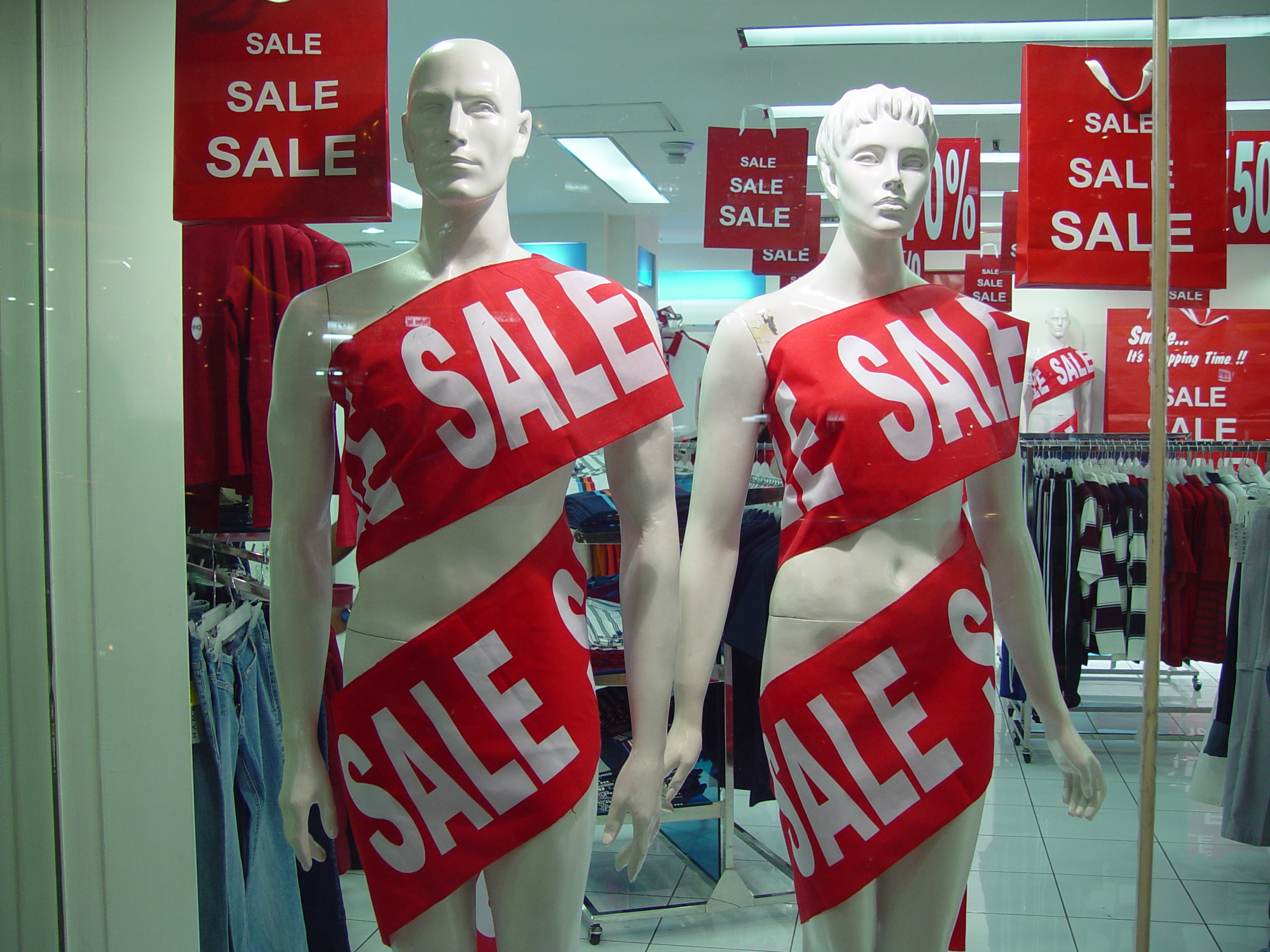
Agresivní reklamní kampaně podporují konzumerismus.

Konzumerismus je tendence nadměrně nakupovat a hromadit předměty a požitky za účelem zvyšování osobního štěstí. Často je předmětem kritiky, a to už od doby Karla Marxe[zdroj⁠?!] a Thorsteina Veblena.
V ekonomice konzumerismus může znamenat ekonomické zásady, které zdůrazňují spotřebu a (v abstraktním smyslu) víru, že svobodná volba spotřebitelů může diktovat podobu ekonomiky společnosti.

## Historie
Přestože je konzumerismus často spojován se západním světem, ve skutečnosti existuje napříč kulturami a státy (zejména během poslední dekády rozvoje globalizace), a tak jej dnes můžeme vidět například v Tokiu, Singapuru, Hongkongu, Tchaj-peji, Tel Avivu či Dubaji. Konzumerismus ve smyslu nakupování zboží či spotřeby materiálů v přemíře nad základními potřebami je starý jako první civilizace. S tím, jak konzumerismus stoupl do povědomí, vytvořil se proti němu opačný způsob života – dobrovolná skromnost.
Konzumerismus není jev starý jen několik let – první náznaky této tendence jsou někdy spojovány s osobností významného předpovídatele trendů a zakladatelem novodobého public relations z 20. a 30. let 20. století, E. L. Bernaysem, který způsobil posun paradigmatu v přístupu k nakupování z pozice zákazníka z „potřebuji si koupit“ na „chci si koupit“. Hlavní vlna konzumerismu ale přišla po druhé světové válce, v 50. letech 20. století, zejména v USA (v tehdejší, válkou zničené, Evropě pak méně), současně s poválečným rozvojem obchodní dopravy a myšlenkou dovážet zboží a suroviny i z hodně vzdálených zemí, jako alternativu k lokální výrobě. Naopak, o dekádu později vyrostl zejména mezi mladou generací odpor proti konzumnímu způsobu života a ve větší či menší míře ovlivnily ostatní v té době vznikající myšlenkové ale třeba i umělecké proudy „bouřlivých“ šedesátých let 20. století.
Druhá vlna pak přichází začátkem 80. let pod vlivem neoliberálního kapitalismu (Margaret Thatcherová, Ronald Reagan). Motivuje i Východní blok. Od poloviny 90. let na ni navázal fenomén globalizace, který lidem vyznávajícím tento způsob života do jisté míry usnadnil jejich spotřební návyky v globálním měřítku a „standardizoval“ úroveň komerčních služeb, opět zejména v zemích prvního světa.
Konzumní způsob života se stává z ekologického hlediska horším než přelidnění.

## Psychologický aspekt konzumerismu
Konzumerismus nepředstavuje zcela krajní pozici nutkavé potřeby trávit veškerý čas v supermarketech a obchodních centrech a utrácet za zboží veškeré peníze. Těchto případů (které označuje jako tzv. „shopoholismus“ a jedinec, který touto dysfunkcí trpí, shopoholik) je minoritní množství, na druhé straně konzumerismus jako náhražka kultury nebo ideologie je (zvláště ve vyspělých zemích) významně zastoupen a „spotřební návyky“, alespoň částečně koincidující s konzumerismem tak má značná část populace, zejména pak střední třída.
Konzumerismus dále tvoří určité prostředí pro styk a interakci producentů, jednotlivých obchodních značek a „korporátního světa“, a konzumentů na straně druhé; a též zahrnuje a sjednocuje do jednotného přístupu (ať už je nazýván kulturou, ideologií nebo dokonce náboženstvím) jednotlivé reklamní, a kromě reklamy souvisí i s dalšími obory jako je psychologie a její rozvíjející se podobor psychologie reklamy, sociologie, public relations či marketing nebo jevy jako je mem či virální marketing.
Podle Naomi Kleinové vznikl konzumerismus extrapolací od původního konzument-producentského vztahu prostřednictvím reklamy tím, jak se v 1. pol. minulého století postupně měnil její význam, účel i její paradigma v oslovení zákazníka – „potřebuji“ se změnilo na „chci“; inzerce produktů se změnila na inzerci životního stylu, kde dané produkty jsou jeho přirozenou součástí.
Ze strany výrobců zboží většinou nejsou slyšet ke konzumerismu výhrady, ba leckdy tento stav podporují – například tendencemi pořádat čím dál delší sezónní (vánoční, velikonoční, novoroční, prázdninové) slevy, množstvení slevy, soutěže s daným výrobkem pro podporu prodeje, masívní podporou leasingů, úvěrů a půjček na splátky či bezhotovostní platbou; největší nákupní centra začínají čím dál více o zákazníky pečovat, největší obchodní centra čím dál více integrují všechny jejich potřeby do jednoho místa (kromě samotného supermarketu zde nabízejí i různé kavárničky, obchůdky a boutiky, masážní a kosmetické salóny, posilovny a fitness centra ale i multikina), v některých případech lze vypozorovat i architektonický úmysl přeměnit obchodní centra (ve formě různých, fontánek, korz, veřejné zeleně apod.) na (zdání) veřejného prostranství. Tyto změny a úpravy, (které jsou též podnikány pro zpříjemnění nákupu tam zavítajícím zákazníkům) nicméně obchodníci „ideologii“ konzumerismu u svých zákazníků (přímo či nepřímo) podporují.
Změna směrem ke konzumerismu, mj. i ve způsobu trávení volného času lidí, se často stala terčem kritiky několika publicistů, sloupkařů, fejetonistů apod., ale tento trend i přes jejich články trvá a není pravděpodobné, že by na obzoru byla nějaká systémová změna, která by proti němu zasáhla.

## Je konzumerismus ideologie?
Konzumerismus média často nazývají ideologií (někdy též mluví o kultuře konzumerismu). Přesto konzumerismus postrádá propriety, které by ho na ideologii povýšily (zakladatele této myšlenky, konkrétní stoupence, základní teze, díla, atd.). Na druhou stranu, konzumerismus kromě spotřebitelů souvisí i s výrobci, kteří se spotřebu u svých zákazníků snaží zvyšovat. Za nejbližší teoretickou literaturu, která s konzumerismem souvisí, se tak dají označit jedině příručky z oblasti efektivního prodeje, reklamy, marketingu nebo dokonce na pomezí psychologie.
Podstata konzumerismu je chápána v rozmezí myšlenky neoliberárního kapitalismu (že spotřeba je hybnou silou ekonomického růstu, jehož metou je blahobyt) a téměř pejorativního konzumního způsobu života bez valných spirituálních či jiných hodnot.
Zatím není známo, jaké je zastoupení odpůrců a stoupenců konzumerismu – toto označení je poměrně nové a polemika a kritiky konzumerismu i anti-konzumerismu se začínají v médiích teprve objevovat a stoupat do obecného povědomí.

## Citáty
| „                                | To je tedy ta naše svoboda, a taková byla vždycky. Fatální na tom je, že jsme si opravdu mysleli, že jsme svobodní. Přitom máme jenom svobodu pohybu, a i ta je vázána na výdělek. | “ |
| — Max von der Grün, 1968[zdroj?] | |   |

| „                             | Naše nesmírně produktivní ekonomika... požaduje, abychom z konzumace učinili náš životní program, abychom konvertovali koupě a používání věcí do rituálů, abychom v tom spatřovali naši duchovní útěchu, posílení našeho ega - tím, že budeme konzumovat. Potřebujeme věci konzumovat, spálit, vyhodit, nahradit stále rychlejším tempem. | “ |
| — Victor Lebeau, 1947[zdroj?] | |   |